# Rubens Barrichello
Rubens Barrichello (n. 23 mai 1972, São Paulo, São Paulo, Brazilia) este un fost pilot brazilian de curse ce a concurat în Formula 1 între 1993-2011, deținând totodată recordul pentru cele mai multe sezoane consecutive petrecute în acest sport.

## Cariera în Formula 1
| Sezon | Echipă                               | Puncte | Loc clasament general |
| ----- | ------------------------------------ | ------ | --------------------- |
| 1993  | Sasol Jordan                         | 2      | 18                    |
| 1994  | Sasol Jordan                         | 19     | 6                     |
| 1995  | Total Jordan Peugeot                 | 11     | 11                    |
| 1996  | Benson & Hedges Total Jordan Peugeot | 14     | 8                     |
| 1997  | HSBC Malaysia Stewart Ford           | 6      | 13                    |
| 1998  | Stewart Ford                         | 4      | 12                    |
| 1999  | Stewart Ford                         | 21     | 7                     |
| 2000  | Scuderia Ferrari Marlboro            | 62     | 4                     |
| 2001  | Scuderia Ferrari Marlboro            | 56     | 3                     |
| 2002  | Scuderia Ferrari Marlboro            | 77     | 2                     |
| 2003  | Scuderia Ferrari Marlboro            | 65     | 4                     |
| 2004  | Scuderia Ferrari Marlboro            | 114    | 2                     |
| 2005  | Scuderia Ferrari Marlboro            | 38     | 8                     |
| 2006  | Lucky Strike Honda Racing F1 Team    | 30     | 7                     |
| 2007  | Honda Racing F1 Team                 | 0      | 20                    |
| 2008  | Honda Racing F1 Team                 | 11     | 14                    |
| 2009  | Brawn GP F1 Team                     | 77     | 3                     |
| 2010  | AT&T Williams                        | 47     | 10                    |
| 2011  | AT&T Williams                        | 4      | 17                    |

## Cariera în IndyCar
| Sezon | Echipă               | Puncte | Loc clasament general |
| ----- | -------------------- | ------ | --------------------- |
| 2012  | KV Racing Technology | 289    | 12                    |

## Legături externe
- Site web oficial
- Rubens Barrichello la Internet Movie Database
- Rubens Barrichello statistici pe Racing Reference

1. ↑   https://esportes.estadao.com.br/noticias/velocidade,filho-da-nova-motivacao-a-rubinho,20010927p43158 Lipsește sau este vid: |title= (ajutor)
2. ↑   https://g1.globo.com/sp/ribeirao-preto-franca/noticia/2024/08/19/filho-de-rubens-barrichello-se-envolve-em-acidente-com-motociclista-em-ribeirao-preto-sp.ghtml Lipsește sau este vid: |title= (ajutor)
3. ↑  Wikipedia:Ciot